# Melanie Maurer
Melanie Maurer (17 de junio de 1988) es una deportista suiza que compite en duatlón.
Ganó cuatro medallas en el Campeonato Mundial de Duatlón de Larga Distancia entre los años 2018 y 2023, y cuatro medallas en el Campeonato Europeo de Duatlón de Media Distancia entre los años 2018 y 2024.

## Palmarés internacional
| Campeonato Mundial | Campeonato Mundial | Campeonato Mundial | Campeonato Mundial |
| Año                | Lugar              | Medalla            | Prueba             |
| ------------------ | ------------------ | ------------------ | ------------------ |
| 2018               | Zofingen (Suiza)   | Medalla de plata   | Individual         |
| 2019               | Zofingen (Suiza)   | Medalla de plata   | Individual         |
| 2022               | Zofingen (Suiza)   | Medalla de oro     | Individual         |
| 2023               | Zofingen (Suiza)   | Medalla de plata   | Individual         |

| Campeonato Europeo | Campeonato Europeo | Campeonato Europeo | Campeonato Europeo |
| Año                | Lugar              | Medalla            | Prueba             |
| ------------------ | ------------------ | ------------------ | ------------------ |
| 2018               | Vejle (Dinamarca)  | Medalla de plata   | Individual         |
| 2019               | Viborg (Dinamarca) | Medalla de plata   | Individual         |
| 2022               | Alsdorf (Alemania) | Medalla de plata   | Individual         |
| 2024               | Alsdorf (Alemania) | Medalla de oro     | Individual         |